# David Moyes
David William Moyes (Glasgow, Escocia, Gran Bretaña, 25 de abril de 1963) es un exfutbolista y entrenador británico. Actualmente dirige al Everton de la Premier League.
Anteriormente, Moyes fue el entrenador del Everton Football Club durante once temporadas (2002 - 2013). Posteriormente, fue nombrado entrenador del Manchester United F.C. en sustitución de Alex Ferguson, quien el 8 de mayo de 2013 dio a conocer la noticia de su retiro. Moyes estuvo al frente del Manchester United del 1 de julio de 2013 hasta el 22 de abril de 2014. El 13 de noviembre de 2014 firma por la Real Sociedad de Fútbol de la Primera División española hasta junio de 2016. No llegó a cumplir su contrato, ya que fue destituido el 9 de noviembre de 2015.
En 2025 fue nombrado oficial de la Orden del Imperio Británico (OBE).

## Trayectoria como jugador
Llegó a disputar 550 partidos como centrocampista, jugando en el Celtic de Glasgow, Cambridge United, Bristol City, Shrewsbury Town, Dumfermline Athletic, Hamilton Academical y retirándose finalmente en el Preston North End, donde comenzaría su carrera como entrenador.

## Trayectoria como entrenador

### Preston North End
Empezó entrenando al equipo en el que se retiró -Preston North End- donde, en apenas seis años llegó a la Football League Championship, dejando al Preston a las puertas del ascenso, ya que perdió en la última eliminatoria de la fase de ascenso a la Premier ante el Bolton Wanderers por 3-0 en la temporada 2000-2001. Es entonces, en marzo de 2002, cuando Moyes firma por el Everton.

### Everton FC
Firmó por el Everton FC el 14 de marzo de 2002, con el equipo en una difícil situación en la Premier y sustituyendo al destituido Walter Smith. En su presentación, dijo las siguientes palabras:

"Soy de un lugar (Glasgow) que no es diferente de Liverpool. Llego a un equipo de fútbol de la gente. Gran parte de los individuos que te encuentras en la calle son los fanaticos del Everton. Es una oportunidad hiperfantastica, algo que imaginas. Yo dije 'hagámoslo' de inmediato ya que es un club tan reconocido".
David Moyes

Su primer partido en el cargo fue contra el Fulham en Goodison Park. El Everton ganó el partido por 2 a 1, mantuvo la forma en los últimos partidos de la temporada y finalmente logró salvarse del descenso, algo que parecía difícil antes de la llegada de Moyes.
La temporada 2002-2003 comenzó con la despedida de dos jugadores con fama de díscolos como Jesper Blomqvist y David Ginola. Éste fue un buen año para Moyes, pues dejó al equipo a las puertas de Europa, ya que perdió la 6.ª plaza en la última jornada de Liga, perdiendo así el derecho a jugar la Copa de la UEFA.
El curso siguiente fue un «annus horribilis» para el Everton puesto que no logró ganar un partido hasta el 28 de febrero de 2004, y terminó 17.º con 39 puntos, firmando así el peor registro de su historia. A pesar de ello, se decidió su continuidad con base a los buenos resultados del curso pasado.
La temporada 2004-2005 fue, sin embargo, excepcional para Moyes, pues descubrió a Wayne Rooney y fichó a Mikel Arteta, Tim Cahill y Marcus Bent, entre otros, además de llevar al Everton hasta la 4.ª posición, clasificándolo para la Liga de Campeones de la UEFA en detrimento de su eterno rival ciudadano, el Liverpool. En virtud de sus méritos, fue condecorado como «mánager del año».
Para la campaña 2005-2006, Moyes firmó entre otros muchos a Phil Neville. Sin embargo, su campaña no fue buena, ya que fue eliminado en verano por el Villarreal CF en la última previa para la liguilla de la Champions, además de acabar en un decepcionante 11.º puesto en la Premier.

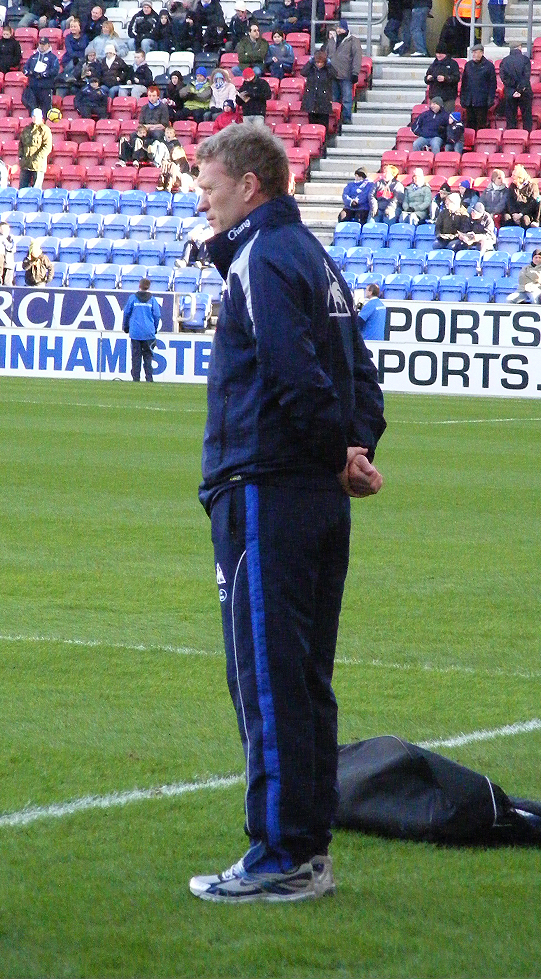
Moyes dirigiendo al Everton en un partido ante el Wigan Athletic en enero de 2010.

De ahí en adelante David Moyes demostraba ser un excepcional técnico que, contando con un ajustado presupuesto, era capaz de llevar al Everton hasta posiciones europeas, siempre dispuesto a dar guerra: En las temporadas 2006-07, 2007-08 y 2008-09 (donde se fichó a Marouane Fellaini, el fichaje más caro del club por un monto de quince millones de euros) dirigió a los "toffees" hasta el sexto, quinto y nuevamente quinto puesto respectivamente, clasificándolo para la Copa de la UEFA (actualmente, UEFA Europa League), y en esa campaña llegó a la final de la FA Cup, que perdió frente al Chelsea por 2-1, a pesar de haberse adelantado su equipo en el primer minuto con un gol de Louis Saha. Ello le valió el premio de «mánager del año» por tercera vez.
Para el año 2009, había mantenido al Everton siempre entre los 10 primeros clasificados, con un presupuesto menor que el de otros equipos de la Premier. 
Para la temporada 2009-2010, el equipo y Moyes, vendieron por 22 millones de euros a Joleon Lescott al Manchester City. Con el dinero de la venta Lescott, Moyes trajo a jugadores de la talla de John Heitinga (procedente del Atlético de Madrid, de la Primera División de España), Sylvain Distin o Diniyar Bilyaletdinov. Moyes fue nombrado como mánager de la Premier League del mes de enero de 2010, después de tres victorias y un empate. En su partido número 600 como gerente el 6 de febrero de 2010, perdió contra su eterno rival, el Liverpool, por 1-0. El club terminó la temporada en el octavo lugar, no logrando clasificarse para Europa por primera vez en cuatro años a pesar de una racha de sólo dos derrotas en sus últimos 24 partidos de liga.
Las siguientes temporadas, 2010-2011 y 2011-2012, consigue dejar al Everton en la 7.ª posición en ambas, respectivamente, aunque no puede clasificar al equipo para competición europea, debido en parte a los malos comienzos en ambas. Precisamente, en enero de 2012, Moyes se convirtió en el cuarto mánager con 150 victorias en la Premier, después de Alex Ferguson, Arsène Wenger y Harry Redknapp. 
Él celebró su 400º partido de la Premier League en noviembre de 2012 con una victoria por 2-1 ante el Sunderland. Terminó su vinculación con la entidad de Goodison Park once años después, tras dejar al Everton en 6.º lugar en la Premier League 2012-13, clasificándolo a Europa un año más. Moyes acabó con unas grandes cifras en el conjunto de Liverpool, ya que de 518 partidos, ganó 218, empató 139 y perdió tan sólo 161. Fue siempre muy querido por los aficionados del Goodison Park, y dejó al Everton con la seña de un equipo respetado y de los más competitivos tanto de Europa como de la Premier, ya que cuando llegó al cargo, el equipo siempre luchaba por la salvación, y muy pocas veces solía entrar en Europa.

### Manchester United FC
El 1 de julio de 2013, asumió el puesto de director técnico del Manchester United, relevando a Alex Ferguson, quien había sido el entrenador del Manchester United los últimos 27 años, firmando por un total de 6 campañas. Tras una pretemporada con resultados adversos, el 11 de agosto ganó su primer título como entrenador, la Community Shield, tras ganar los red devils 2-0 al Wigan Athletic.

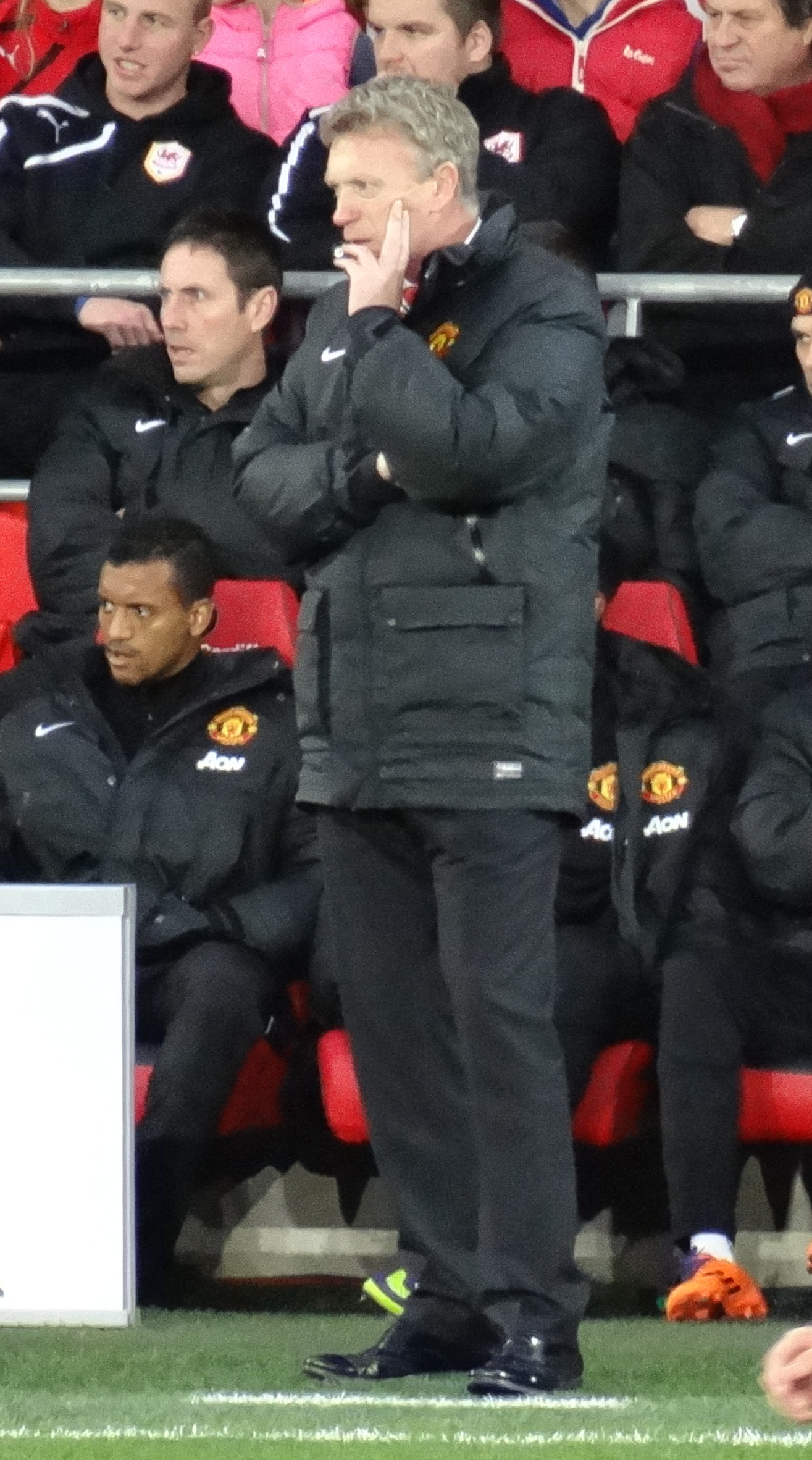
Moyes remplazó a Alex Ferguson como entrenador del Manchester United en 2013.

La Premier League 2013-14 la empezó de la mejor manera, ganando al combativo Swansea City por 4-1 en el primer partido de liga, pero después de eso, el equipo sufrió su peor inicio de temporada de la Premier League, lo que lleva al comienzo de su reinado que se describe como "calamitoso" tras la derrota por 4-1 ante el Manchester City y una derrota en casa por 1-2 ante el West Bromwich Albion. En diciembre, el Manchester United perdió en casa ante el Everton y el Newcastle United en el espacio de cuatro días, sufriendo derrotas consecutivas de liga en Old Trafford por primera vez desde la temporada 2001-02. El United era noveno en la tabla después de 15 partidos, a 13 puntos del líder, el Arsenal FC. Moyes dijo que tomó la "responsabilidad completa" por las derrotas del United, pero se mostró confiado en que su equipo mejoraría. 
En enero de 2014, el Mánchester fue eliminado de la FA Cup en la tercera ronda por el Swansea City, perdiendo 2-1 en casa, y perdió en la semifinal de la Copa de la Liga, con el Sunderland. Siguió con derrotas consecutivas por 0-3 como local contra Liverpool y Manchester City. En un desfile aéreo fue puesta en escena por los aficionados del United una pancarta que decía: "El equivocado - Moyes fuera" con grandes letras durante un partido en casa contra el Aston Villa en marzo. Tras el partido, que ganó 4-1 el United, Moyes dijo que la mayoría de los aficionados habían sido "muy buenos" con él.
Mejor rendimiento muestra en la Liga de Campeones, donde cayó en cuartos de final ante el Bayern de Múnich, por un resultado global de 4-2.
A falta de 4 jornadas para el final de la Premier League, el Manchester United pierde 2-0 de visitante contra el Everton F. C., curiosamente en su regreso a Goodison Park, y se queda sin opciones de clasificarse para la Liga de Campeones, algo que no le sucedía desde 1996. A la vista de estos malos resultados, el 22 de abril de 2014, Moyes fue despedido por el Manchester United. Fue sustituido en el banquillo por el histórico Ryan Giggs, que se vio forzado a su retiro para dirigir desde el banquillo al club. Sin embargo, con Giggs, tampoco se mejoraron las estadísticas en exceso, y el equipo acabó por primera vez en muchos años fuera de toda competición de Europa.

### Real Sociedad
El 10 de noviembre de 2014, fue anunciado como nuevo entrenador de la Real Sociedad de Fútbol, tras la destitución de Jagoba Arrasate, firmando un contrato que le vincula con el club vasco hasta junio de 2016. En su presentación, el escocés comentó lo siguiente:

"Espero que mi equipo transmita emoción en el campo y divierta con su juego, pero, por encima de todo eso, lo que quiero es ganar. Siempre me ha gustado estar entre los mejores, enfrentarme a los mejores. En la Liga española están los mejores jugadores, los mejores técnicos. Lo que yo quiero es un equipo ambicioso. La Real es un club ambicioso y eso me ha gustado. Me gusta ganar. Mi metodología, mi forma de entrenar es mi punto fuerte, es lo que creo que hago muy bien. Hay una larga cola de técnicos y jugadores que quieren venir aquí a trabajar conmigo".
David Moyes

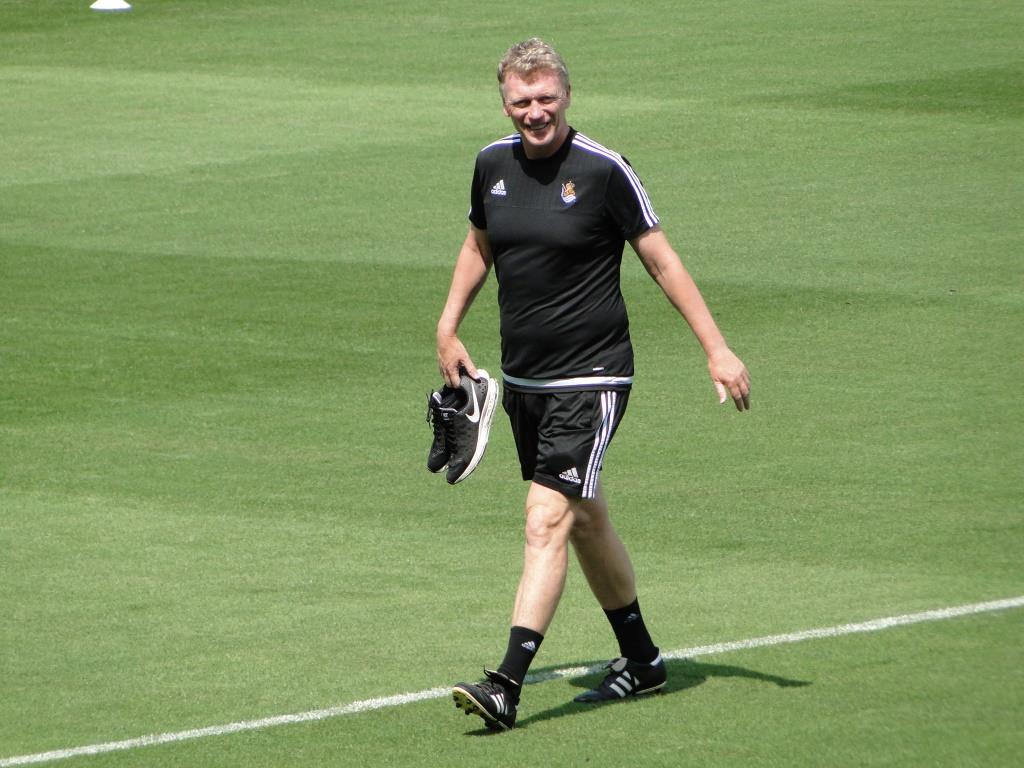
Moyes en un entrenamiento con la Real Sociedad en 2015.

Su debut al frente del equipo blanquiazul se produce el 22 de noviembre en el Estadio de Riazor, logrando empate a cero ante el Real Club Deportivo de La Coruña. Una semana después conseguiría su primera victoria como entrenador de los vascos, tras ganar por 3-0 al Elche en su estreno en Anoeta con un hat-trick del delantero mexicano Carlos Vela. Comenzando un nuevo año, el 4 de enero de 2015, Moyes llevó a la Real a una victoria por 1-0 sobre el Barcelona, un resultado que los periodistas comparan con su gestión en el Everton y contrastan con sus resultados en el Manchester United. Diez días más tarde, en un empate 2-2 en casa contra el Villarreal, el equipo vasco quedó eliminado de la Copa del Rey. En ese partido, Moyes fue expulsado y más tarde recibió una suspensión de dos partidos por discutir un fuera de juego. El 16 de marzo, en un partido ante el Getafe, la Real consiguió su primera victoria fuera de casa de la temporada (0:1) (tras casi un año) y la primera de Moyes lejos de San Sebastián. Finalmente consiguió la salvación con holgura en la Real Sociedad, situándola al final de la liga en el puesto 12.º con 46 puntos, 11 por encima de los puestos de descenso.
Su segunda temporada en el banquillo de Anoeta comenzó de forma parecida al curso anterior, pues el equipo seguía en la parte media-baja de la clasificación, luchando por la permanencia. El 9 de noviembre de 2015, apenas un día antes de cumplir un año al frente de la Real Sociedad, el club hizo oficial su destitución, tras sumar tan solo 9 puntos de 33 posibles. Curiosamente, Moyes dejó el equipo donostiarra exactamente en la misma situación que se encontró a su llegada, con 9 puntos en 11 partidos de Liga.

### Sunderland AFC
El 23 de julio de 2016, sustituyó a Sam Allardyce en el banquillo del Sunderland. A pesar de que sólo consiguió dos puntos en las 8 primeras jornadas de la Premier League 2016-17, el club mostró su confianza en el trabajo de Moyes. El equipo inglés terminó la primera vuelta del campeonato en 18.ª posición y no pudo remontar el vuelo, descendiendo de categoría el 29 de abril de 2017. Aunque no pudo mantener la categoría, Moyes confirmó que tenía la intención de cumplir su contrato y por lo tanto iba a continuar dirigiendo a los black cats en el Championship. Sin embargo, dos semanas después y habiendo concluido el campeonato, anunció su dimisión.

### West Ham United FC
El 7 de noviembre de 2017, relevó a Slaven Bilić al frente del West Ham United Football Club. Se hizo cargo de los hammers cuando eran el 18.º equipo tras 11 jornadas de la Premier League 2017-18, pero logró sacarlo de los puestos de descenso antes de terminar la primera vuelta. Finalmente, el West Ham concluyó el campeonato en 13.er puesto, con 42 puntos, obteniendo pues la permanencia. Sin embargo, el 16 de mayo de 2018, el club anunció que Moyes no iba a continuar.
El 29 de diciembre de 2019, fue contratado de nuevo por el West Ham United, en sustitución de Manuel Pellegrini. Logró la permanencia y continuó al mando del equipo londinense en la Premier League 2020-21, en la que batió el récord de puntos de la historia del club (65) y obtuvo la 6.ª posición de la tabla.
El 12 de junio de 2021, renovó su contrato con el club por tres años más.En la temporada 2022-23, obtuvo la UEFA Europa Conference League luego de vencer a la Fiorentina para terminar invicto en el torneo, ganando 12 partidos y empatando uno.El 6 de mayo de 2024, West Ham confirmó que Moyes dejaría el club cuando finalizara la temporada 2023-24.

### Everton FC (2.ª etapa)
El 11 de enero de 2025, inició su segunda etapa al frente del Everton FC y firmó un contrato hasta junio de 2027.

## Clubes y estadísticas

### Como jugador
| Club                 | País       | Año         | Partidos | Goles |
| -------------------- | ---------- | ----------- | -------- | ----- |
| Celtic               | Escocia    | 1980 - 1983 | 24       | 0     |
| Cambridge United     | Inglaterra | 1983 - 1985 | 79       | 1     |
| Bristol City         | Inglaterra | 1985 - 1987 | 83       | 6     |
| Shrewsbury Town      | Inglaterra | 1987 - 1990 | 96       | 11    |
| Dunfermline Athletic | Escocia    | 1990 - 1993 | 105      | 13    |
| Hamilton Academical  | Escocia    | 1993        | 5        | 0     |
| Preston North End    | Inglaterra | 1993 - 1999 | 143      | 15    |
| Total                | Total      | Total       | 535      | 46    |

### Como entrenador
| Equipo                       | Div.                | Temporada           | Liga  | Liga | Liga | Liga | Liga |       | Copa | Copa | Copa | Copa  |    | Internacional | Internacional | Internacional | Internacional | Internacional |   | Otros | Otros | Otros | Otros |     | Totales     | Totales | Totales | Totales | Totales | Totales | Totales | Totales |
| Equipo                       | Div.                | Temporada           | Part. | G    | E    | P    | Pos. | Part. | G    | E    | P    | Part. | G  | E             | P             | Pos.          | Part.         | G             | E | P     | Part. | G     | E     | P   | Rendimiento | GF      | GC      | Dif.    |         |         |         |         |
| ---------------------------- | ------------------- | ------------------- | ----- | ---- | ---- | ---- | ---- | ----- | ---- | ---- | ---- | ----- | -- | ------------- | ------------- | ------------- | ------------- | ------------- | - | ----- | ----- | ----- | ----- | --- | ----------- | ------- | ------- | ------- | ------- | ------- | ------- | ------- |
| Preston North End Inglaterra | 3.ª                 | 1997-98             | 22    | 7    | 10   | 5    | 15.º | -     | -    | -    | -    | -     | -  | -             | -             | -             | -             | -             | - | -     | 22    | 7     | 10    | 5   | 46.97%      | 25      | 27      | -2      |         |         |         |         |
| Preston North End Inglaterra | 3.ª                 | 1998-99             | 46    | 22   | 13   | 11   | 5.º  | 7     | 3    | 3    | 1    | -     | -  | -             | -             | -             | 2             | 0             | 1 | 1     | 55    | 25    | 17    | 13  | 55.75%      | 89      | 58      | +31     |         |         |         |         |
| Preston North End Inglaterra | 3.ª                 | 1999-00             | 46    | 28   | 11   | 7    | 1.º  | 13    | 8    | 1    | 4    | -     | -  | -             | -             | -             | -             | -             | - | -     | 59    | 36    | 12    | 11  | 67.8%       | 95      | 47      | +48     |         |         |         |         |
| Preston North End Inglaterra | 2.ª                 | 2000-01             | 46    | 23   | 9    | 14   | 4.º  | 5     | 1    | 0    | 4    | -     | -  | -             | -             | -             | 3             | 1             | 0 | 2     | 54    | 25    | 9     | 20  | 51.86%      | 72      | 67      | +5      |         |         |         |         |
| Preston North End Inglaterra | 2.ª                 | 2001-02             | 39    | 16   | 12   | 11   | Inc. | 5     | 3    | 0    | 2    | -     | -  | -             | -             | -             | -             | -             | - | -     | 44    | 19    | 12    | 13  | 51.29%      | 68      | 62      | +6      |         |         |         |         |
| Preston North End Inglaterra | Total               | Total               | 199   | 96   | 55   | 48   | -    | 30    | 15   | 4    | 11   | -     | -  | -             | -             | -             | 5             | 1             | 1 | 3     | 234   | 112   | 60    | 62  | 56.41%      | 349     | 261     | +88     |         |         |         |         |
| Everton Inglaterra           | 1.ª                 | 2001-02             | 9     | 4    | 1    | 4    | 15.º | -     | -    | -    | -    | -     | -  | -             | -             | -             | -             | -             | - | -     | 9     | 4     | 1     | 4   | 48.14%      | 18      | 22      | -4      |         |         |         |         |
| Everton Inglaterra           | 1.ª                 | 2002-03             | 38    | 17   | 8    | 13   | 7.º  | 4     | 1    | 1    | 2    | -     | -  | -             | -             | -             | -             | -             | - | -     | 42    | 18    | 9     | 15  | 50%         | 56      | 58      | -2      |         |         |         |         |
| Everton Inglaterra           | 1.ª                 | 2003-04             | 38    | 9    | 12   | 17   | 17.º | 6     | 3    | 2    | 1    | -     | -  | -             | -             | -             | -             | -             | - | -     | 44    | 12    | 14    | 18  | 37.88%      | 54      | 61      | -7      |         |         |         |         |
| Everton Inglaterra           | 1.ª                 | 2004-05             | 38    | 18   | 7    | 13   | 4.º  | 6     | 3    | 1    | 2    | -     | -  | -             | -             | -             | -             | -             | - | -     | 44    | 21    | 8     | 15  | 53.79%      | 56      | 54      | +2      |         |         |         |         |
| Everton Inglaterra           | 1.ª                 | 2005-06             | 38    | 14   | 8    | 16   | 11.º | 5     | 1    | 2    | 2    | 4     | 1  | 0             | 3             | 1ºR           | -             | -             | - | -     | 47    | 16    | 10    | 21  | 41.13%      | 42      | 65      | -23     |         |         |         |         |
| Everton Inglaterra           | 1.ª                 | 2006-07             | 38    | 15   | 13   | 10   | 6.º  | 4     | 2    | 0    | 2    | -     | -  | -             | -             | -             | -             | -             | - | -     | 42    | 17    | 13    | 12  | 50.8%       | 59      | 42      | +17     |         |         |         |         |
| Everton Inglaterra           | 1.ª                 | 2007-08             | 38    | 19   | 8    | 11   | 5.º  | 6     | 3    | 0    | 3    | 10    | 8  | 1             | 1             | 1/8           | -             | -             | - | -     | 54    | 30    | 9     | 15  | 61.12%      | 85      | 47      | +38     |         |         |         |         |
| Everton Inglaterra           | 1.ª                 | 2008-09             | 38    | 17   | 12   | 9    | 5.º  | 8     | 4    | 2    | 2    | 2     | 0  | 1             | 1             | 1ºR           | -             | -             | - | -     | 48    | 21    | 15    | 12  | 54.17%      | 67      | 47      | +20     |         |         |         |         |
| Everton Inglaterra           | 1.ª                 | 2009-10             | 38    | 16   | 13   | 9    | 8.º  | 4     | 2    | 0    | 2    | 10    | 5  | 1             | 4             | 1/16          | -             | -             | - | -     | 52    | 23    | 14    | 15  | 53.2%       | 82      | 68      | +14     |         |         |         |         |
| Everton Inglaterra           | 1.ª                 | 2010-11             | 38    | 13   | 15   | 10   | 7.º  | 6     | 2    | 3    | 1    | -     | -  | -             | -             | -             | -             | -             | - | -     | 44    | 15    | 18    | 11  | 47.73%      | 64      | 51      | +13     |         |         |         |         |
| Everton Inglaterra           | 1.ª                 | 2011-12             | 38    | 15   | 11   | 12   | 7.º  | 9     | 6    | 1    | 2    | -     | -  | -             | -             | -             | -             | -             | - | -     | 47    | 21    | 12    | 14  | 53.19%      | 66      | 48      | +18     |         |         |         |         |
| Everton Inglaterra           | 1.ª                 | 2012-13             | 38    | 16   | 15   | 7    | 6.º  | 7     | 4    | 1    | 2    | -     | -  | -             | -             | -             | -             | -             | - | -     | 45    | 20    | 16    | 9   | 56.29%      | 73      | 50      | +23     |         |         |         |         |
| Manchester United Inglaterra | 1.ª                 | 2013-14             | 34    | 17   | 6    | 11   | Inc. | 6     | 4    | 0    | 2    | 10    | 5  | 3             | 2             | 1/4           | 1             | 1             | 0 | 0     | 51    | 27    | 9     | 15  | 58.82%      | 86      | 54      | +32     |         |         |         |         |
| Manchester United Inglaterra | Total               | Total               | 34    | 17   | 6    | 11   | -    | 6     | 4    | 0    | 2    | 10    | 5  | 3             | 2             | -             | 1             | 1             | 0 | 0     | 51    | 27    | 9     | 15  | 58.82%      | 86      | 54      | +32     |         |         |         |         |
| Real Sociedad · España       | 1.ª                 | 2014-15             | 27    | 9    | 10   | 8    | 12.º | 4     | 1    | 2    | 1    | -     | -  | -             | -             | -             | -             | -             | - | -     | 31    | 10    | 12    | 9   | 45.16%      | 36      | 38      | -2      |         |         |         |         |
| Real Sociedad · España       | 1.ª                 | 2015-16             | 11    | 2    | 3    | 6    | Inc. | -     | -    | -    | -    | -     | -  | -             | -             | -             | -             | -             | - | -     | 11    | 2     | 3     | 6   | 27.27%      | 12      | 14      | -2      |         |         |         |         |
| Real Sociedad · España       | Total               | Total               | 38    | 11   | 13   | 14   | -    | 4     | 1    | 2    | 1    | -     | -  | -             | -             | -             | -             | -             | - | -     | 42    | 12    | 15    | 15  | 40.47%      | 48      | 52      | -4      |         |         |         |         |
| Sunderland Inglaterra        | 1.ª                 | 2016-17             | 38    | 6    | 6    | 26   | 20.º | 5     | 2    | 1    | 2    | -     | -  | -             | -             | -             | -             | -             | - | -     | 43    | 8     | 7     | 28  | 24.03%      | 32      | 73      | -41     |         |         |         |         |
| Sunderland Inglaterra        | Total               | Total               | 38    | 6    | 6    | 26   | -    | 5     | 2    | 1    | 2    | -     | -  | -             | -             | -             | -             | -             | - | -     | 43    | 8     | 7     | 28  | 24.03%      | 32      | 73      | -41     |         |         |         |         |
| West Ham United Inglaterra   | 1.ª                 | 2017-18             | 27    | 8    | 9    | 10   | 13.º | 4     | 1    | 1    | 2    | -     | -  | -             | -             | -             | -             | -             | - | -     | 31    | 9     | 10    | 12  | 39.78%      | 38      | 48      | -10     |         |         |         |         |
| West Ham United Inglaterra   | 1.ª                 | 2019-20             | 19    | 5    | 5    | 9    | 16.º | 2     | 1    | 0    | 1    | -     | -  | -             | -             | -             | -             | -             | - | -     | 21    | 6     | 5     | 10  | 36.51%      | 30      | 31      | -1      |         |         |         |         |
| West Ham United Inglaterra   | 1.ª                 | 2020-21             | 38    | 19   | 8    | 11   | 6.º  | 6     | 4    | 0    | 2    | -     | -  | -             | -             | -             | -             | -             | - | -     | 44    | 23    | 8     | 13  | 58.33%      | 76      | 53      | +23     |         |         |         |         |
| West Ham United Inglaterra   | 1.ª                 | 2021-22             | 38    | 16   | 8    | 14   | 7.°  | 6     | 3    | 1    | 2    | 12    | 6  | 2             | 4             | 1/2           | -             | -             | - | -     | 56    | 25    | 11    | 20  | 51.19%      | 85      | 65      | +20     |         |         |         |         |
| West Ham United Inglaterra   | 1.ª                 | 2022-23             | 38    | 11   | 7    | 20   | 14.° | 4     | 2    | 1    | 1    | 15    | 14 | 1             | 0             | 1.º           | -             | -             | - | -     | 57    | 27    | 9     | 21  | 52.63%      | 83      | 69      | +14     |         |         |         |         |
| West Ham United Inglaterra   | 1.ª                 | 2023-24             | 38    | 14   | 10   | 14   | 9.º  | 5     | 2    | 1    | 2    | 10    | 6  | 1             | 3             | 1/4           | -             | -             | - | -     | 53    | 22    | 12    | 19  | 49.06%      | 82      | 90      | -8      |         |         |         |         |
| West Ham United Inglaterra   | Total               | Total               | 198   | 73   | 47   | 78   | -    | 27    | 13   | 4    | 10   | 37    | 26 | 4             | 7             | -             | -             | -             | - | -     | 262   | 112   | 55    | 95  | 49.75%      | 394     | 356     | +38     |         |         |         |         |
| Everton Inglaterra           | 1.ª                 | 2024-25             | 19    | 8    | 7    | 4    | 13.º | 1     | 0    | 0    | 1    | -     | -  | -             | -             | -             | -             | -             | - | -     | 20    | 8     | 7     | 5   | 51.67%      | 27      | 21      | +6      |         |         |         |         |
| Everton Inglaterra           | 1.ª                 | 2025-26             | 1     | 0    | 0    | 1    | -    | 0     | 0    | 0    | 0    | -     | -  | -             | -             | -             | -             | -             | - | -     | 1     | 0     | 0     | 1   | 0%          | 0       | 1       | -1      |         |         |         |         |
| Everton Inglaterra           | Total               | Total               | 447   | 181  | 130  | 136  | -    | 66    | 31   | 13   | 22   | 26    | 14 | 3             | 9             | -             | -             | -             | - | -     | 539   | 226   | 146   | 167 | 50.96%      | 749     | 635     | +114    |         |         |         |         |
| Total en su carrera          | Total en su carrera | Total en su carrera | 953   | 384  | 257  | 312  | -    | 139   | 66   | 24   | 49   | 73    | 45 | 10            | 18            | -             | 6             | 2             | 1 | 3     | 1171  | 497   | 292   | 382 | 50.75%      | 1658    | 1431    | +227    |         |         |         |         |
| 1. 2. 3.                     |                     |                     |       |      |      |      |      |       |      |      |      |       |    |               |               |               |               |               |   |       |       |       |       |     |             |         |         |         |         |         |         |         |

#### Resumen por competiciones
| Competición                  | Partidos | Ganados | Empatados | Perdidos | %      | Resultado        |
| ---------------------------- | -------- | ------- | --------- | -------- | ------ | ---------------- |
| EFL League One               | 116      | 57      | 35        | 24       | 59.2%  | Campeón          |
| EFL Championship             | 88       | 40      | 21        | 27       | 53.4%  | 4.º lugar        |
| Premier League               | 717      | 277     | 189       | 251      | 47.42% | 4.º lugar        |
| FA Cup                       | 70       | 33      | 13        | 24       | 53.33% | Subcampeón       |
| EFL Cup                      | 60       | 30      | 8         | 22       | 54.44% | Semifinales      |
| EFL Trophy                   | 4        | 2       | 1         | 1        | 58.33% | Segunda ronda    |
| Community Shield             | 1        | 1       | 0         | 0        | 100%   | Campeón          |
| LaLiga                       | 38       | 11      | 13        | 14       | 40.35% | 12.º lugar       |
| Copa del Rey                 | 4        | 1       | 2         | 1        | 41.67% | Octavos de final |
| Liga de Campeones de la UEFA | 12       | 5       | 3         | 4        | 50%    | Cuartos de final |
| Liga Europa de la UEFA       | 46       | 26      | 6         | 14       | 60.87% | Semifinales      |
| Liga Conferencia de la UEFA  | 15       | 14      | 1         | 0        | 95.55% | Campeón          |
| TOTAL                        | 1171     | 497     | 292       | 382      | 50.75% | 3 Títulos        |

## Palmarés

### Como jugador
| Título        | Equipo            | País       | Año     |
| ------------- | ----------------- | ---------- | ------- |
| Liga Escocesa | Celtic            | Escocia    | 1981–82 |
| EFL Trophy    | Bristol City      | Inglaterra | 1985-86 |
| League One    | Preston North End | Inglaterra | 1995-96 |

### Como entrenador

#### Campeonatos nacionales
| Título           | Equipo            | País       | Año     |
| ---------------- | ----------------- | ---------- | ------- |
| League One       | Preston North End | Inglaterra | 1999-00 |
| Community Shield | Manchester United | Inglaterra | 2013    |

#### Campeonatos internacionales
| Título                      | Equipo          | Sede  | Año     |
| --------------------------- | --------------- | ----- | ------- |
| Liga Conferencia de la UEFA | West Ham United | Praga | 2022-23 |